# Frank Powolny
Frank Powolny (Viena, 13 de agosto de 1901 — Newbury Park, 5 de janeiro de 1986) foi um fotografo austríaco-estadunidense.

## Biografia
Frank Powolny nasceu em Viena, Áustria, em 13 de agosto de 1901. Ele emigrou para Clarkson com seus pais, Frank e Marie Powolny, em 1913. Durante a Primeira Guerra Mundial, serviu durante um ano como artilheiro no exército dos EUA.  Por volta de 1923, Frank foi para Hollywood com seu irmão Lad para se juntar à nascente indústria do cinema.
Ele trabalhou como fotografo para a 20th Century Fox de 1923 a 1966. Powolny era mais conhecido pela icônica imagem da pin-up Betty Grable em traje de banho tirada por ele em 1943. Essa foto tornou-se a mais famosa no período da Segunda Guerra Mundial. Um em cada cinco soldados americanos levavam em sua carteira, sendo reproduzida em aviões, tanques, caminhões e todos os tipos de veículos do exército, mais 5 milhões de cópias foram feitas. A imagem foi posteriormente incluída na edição da revista Life sobre "as 100 fotografias que mudaram o mundo", e mais recentemente, foi eleita pela Time uma das "100 imagens mais influentes da história".
Em 1962, Powolny tirou as últimas fotografias ainda conhecidas de Marilyn Monroe no set de Something's Got to Give, uma semana antes de sua morte.

## Filmografia
- 1964: Um Amor do Outro Mundo
- 1964: Condenado por Vingança
- 1958: Ao Sul do Pacífico
- 1955: O Aventureiro de Hong Kong
- 1948: Esse Impulso Maravilhoso
- 1946: Quem Manda é o Amor
- 1945: Diamond Horseshoe
- 1943: Minha Amiga Flicka
- 1941: Conquistadores
- 1939: Ao Rufar dos Tambores
- 1939: Dilema de um Coração
- 1939: Jesse James - Lenda de uma era sem lei
- 1938: Suez
- 1935: Dante's Inferno
- 1934: Que Sorte!
- 1931: Papai Pernilongo
- 1930: A Grande Jornada
- 1927: Aurora